# لیک ویلج (ایندیانا)
لیک ویلج (به انگلیسی: Lake Village) یک منطقهٔ مسکونی در ایالات متحده آمریکا است که در شهرستان نیوتون، ایندیانا واقع شده‌است. لیک ویلج ۱۰٫۳ کیلومتر مربع مساحت و ۷۶۵ نفر جمعیت دارد و ۲۰۱ متر بالاتر از سطح دریا واقع شده‌است.